# ミニチュア・シュナウザー
ミニチュア・シュナウザー (Miniature Schnauzer) は、イヌの品種の一つで、ドイツ原産のシュナウザーの一種。
日本やアメリカではテリア・グループに含められるが、テリアの血統はまったく入っていない。ただし、毛質が剛毛でトリミングが必要なことや、小型獣の狩猟を得意とすることなど、テリアに近い性質をもつ。日本に入っているテリア・グループの犬で、その名に「テリア」が入っていないのは、ミニチュア・シュナウザーだけである。
生まれたばかりのころは尾は長いが、すぐに短く切り落とされる。耳も元々は垂れ下がっているものが多いが、一部を切り垂直に立った耳にする場合もある。

## 歴史
古くからドイツにいたスタンダード・シュナウザーの小ぶりな個体を基礎に、アーフェンピンシャー、プードルなどを配合して小型化した。農場のネズミをつかまえることを目的に作られ、19世紀末、フランクフルト・アム・マインで固定化されたが、犬種として安定せず、その完成は、アメリカに渡ってからであると言われる。アメリカでは、原産国であるドイツをはるかにしのぐ頭数が飼育されている。
日本には、昭和30年代にアメリカから輸入されて以来飼われている。小型犬種を除けば、テリア・グループ中では最も人気が高く、「最良の家庭犬」ともいわれる。

## 健康上の注意点
概して健康だが、大腿骨の骨頭が変形、壊死するレッグ・ペルテスや腎臓疾患（遺伝性のものも多い）が時折見られる。また、網膜萎縮症や若年性白内障などの遺伝的な眼科疾患を発症する可能性が高いとされている。
また、尿路結石や皮膚炎などにもなりやすいと言われている。
王立獣医学校の研究によれば、英国で最も平均的で比較的健康な犬種であり、平らな顔や胴長だったりせず標準的な外見とのこと。

## 体高
オス・メス共に、30～35cm。

## 体重
オス・メス共に、約4.5～13kg。